# Bia Ý
Ý được coi là một phần của vành đai rượu vang của châu Âu. Tuy nhiên, bia, đặc biệt là lager nhạt được sản xuất với quy mô lớn, cũng phổ biến ở quốc gia này. Theo truyền thống nó là thức uống lý tưởng để dùng cùng bới pizza; kể từ những năm 1970, bia đã lan toả từ những pizzeria và trở nên được uống phổ biến trong nhiều địa điểm khác.
Trong thế kỷ thứ 7 TCN ở Sicilia, người Phoenicia buôn bán và tiêu thụ bia. ở Piemonte, Pombia, Novara, một nghiên cứu khảo cổ học đã tìm thấy những ngôi mộ từ văn hóa Golasecca, bao gồm một ngôi mộ từ năm 560 TCN có dấu tích của bia. La Mã cổ đại có biết để bia và sản xuất một lượng nhỏ, nhưng hệ thống sản xuất bị quá hủy bởi những cuộc dâm lăng man rợ. Trường y học đầu tiên, Schola Medica Salernitana, ca ngợi nó là thứ "hỗ trợ tuổi già, sự lưu thông của tĩnh mạch, tăng cường hạnh phúc, củng cố máu."
Trong dịp đám cưới của Ludovico Sforza, ông ấy phân phát bia miễn phí cho người Milan. Trong thời gian này, nó được đề cập đến ở Firenze là "rượu vang đại mạch". Nhà máy bia đầu tiên ở Ý, theo như Hermes Zampollo, là "Spluga" ở Chiavenna, mở cửa năm 1840. Tuy nhiên, công ty Wührer cho rằng việc ủ bia bắt đầu ở Brescia năm 1829. Người Ý đầu tiên canh tác cây bia để ủ bia là Gaetano Pasqui năm 1847. Năm 1983, quốc gia này tiêu thu 12 triệu hecto lít bia. Tính đến năm 2010, Ý có lượng tiêu thụ bia là 30 lít mỗi người mỗi năm.

## Nhà máy bia và các hãng

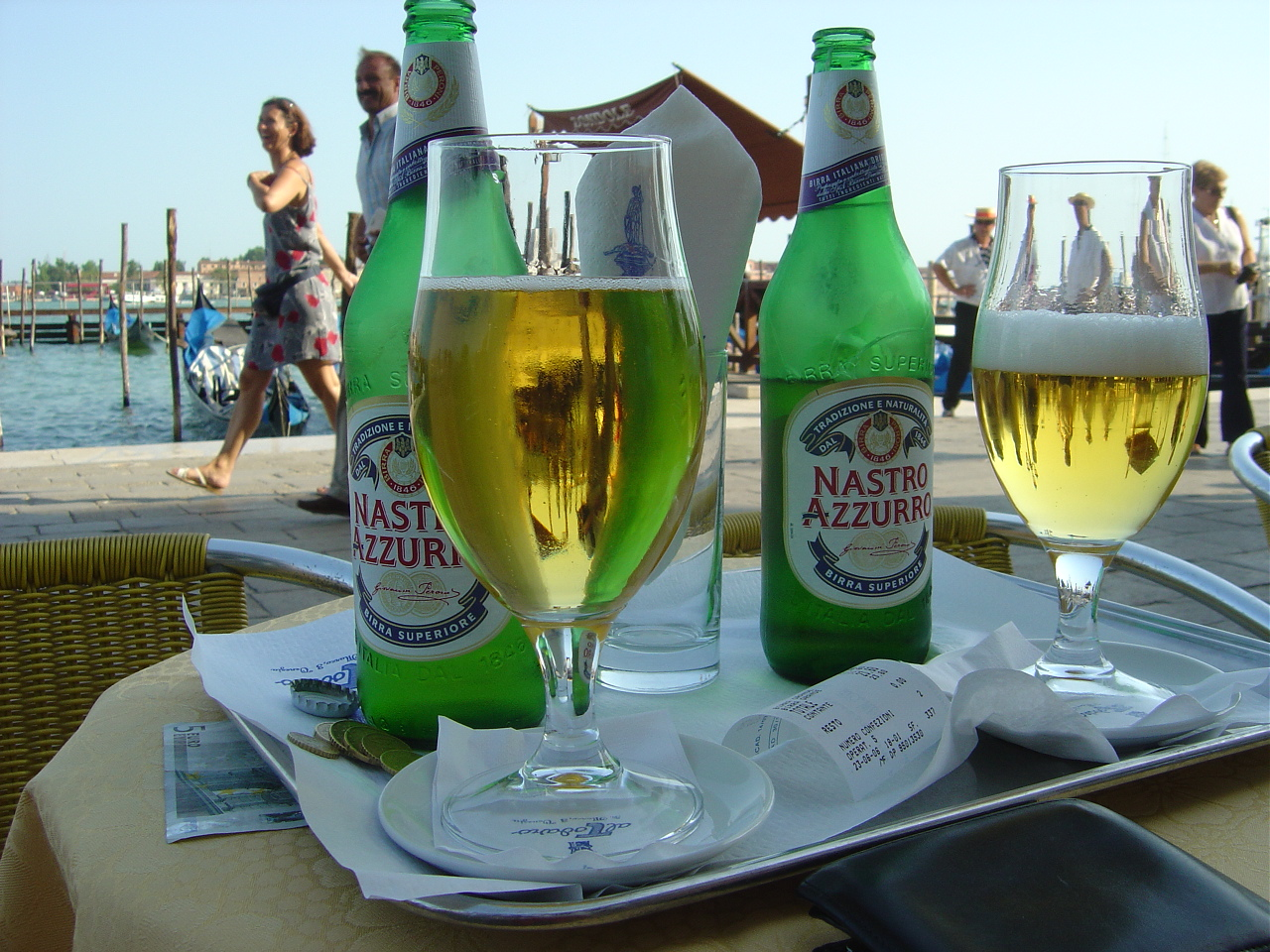
Nastro Azzurro của Peroni tại một quán cà phê ở Venezia

Một trong những nhà máy bia lâu đời và phổ biến nhất ở Ý là Peroni, ngày nay nó được sở hữu bởi nhóm SABMiller, họ còn sở hữu hãng Nastro Azzurro. Các nhà máy bia và hãng khác được biết đến là:
- Beba
- Castello
- Dreher (sở hữu bởi Heineken)
- Forst
- Ichnusa (sở hữu bởi Heineken)
- Menabrea (sở hữu bởi Forst)
- Birrificio Dr. Barbanera
- Birra Messina
- Birrificio Lambrate
- Birra Morena
- Moretti (sở hữu bởi Heineken)
- Opperbacco
- Peroni (sở hữu bởi Asahi)
- Poretti (sở hữu bởi Carlsberg)
- Theresianer